# Derek William Dick
Derek William Dick, melhor conhecido como Fish (nascido em 25 de abril de 1958 em Dalkeith, Midlothian), é um vocalista e compositor de rock progressivo e ocasionalmente também ator britânico nascido na Escócia.
Após uma breve carreira como jardineiro, tornou-se famoso em 1981 com a banda de rock progressivo Marillion, da qual saiu em 1988. Ele é algumas vezes comparado a Peter Gabriel: possuem timbres vocais parecidos, ambos passaram seis ou sete anos em um destacado grupo de rock progressivo britânico, vestindo maquilagem e fantasias no palco, ambos deixaram o grupo para seguir carreira solo. Além disso, em ambos os casos os fãs dos grupos consideram que o período no qual estavam em suas respectivas bandas foram os melhores do grupo.
Considera-se que os maiores talentos de Fish eram derivados de suas letras, introspectivas, geralmente lidando com temas pessoais como seus vícios.

## Discografia (trabalho solo)

### Álbuns de estúdio
- 1990 - Vigil in a Wilderness of Mirrors
- 1991 - Internal Exile
- 1993 - Songs from the Mirror (álbum de covers)
- 1994 - Suits
- 1995 - Yin (compilation)
- 1995 - Yang (compilation)
- 1997 - Sunsets on Empire
- 1998 - Kettle of Fish (compilação)
- 1999 - Raingods with Zippos
- 2001 - Fellini Days
- 2004 - Field of Crows
- 2005 - Bouillabaisse (compilação)
- 2007 - 13th Star
- 2013 - A Feast Of Consequences

### Álbuns ao vivo
- 1993 - Pigpen's Birthday
- 1993 - Derek Dick and his Amazing Electric Bear
- 1993 - Uncle Fish and the Crypt Creepers
- 1993 - For Whom the Bells Toll
- 1993 - Toiling in the Reeperbahn
- 1994 - Sushi
- 1994 - Acoustic Session
- 1996 - Fish Head Curry (edição limitada a 5000 cópias)
- 1996 - Krakow
- 1998 - Tales from the Big Bus
- 1999 - The Complete BBC Sessions
- 2000 - Candlelight in Fog (edição limitada a 3000 cópias)
- 2001 - Sashimi
- 2002 - Fellini Nights
- 2003 - Mixed Company
- 2005 - Scattering Crows
- 2006 - Return to Childhood
- 2006 - Communion

### Outras colaborações
- 1986 - vocal em "Shortcut To Somewhere", no álbum Soundtracks de Tony Banks
- 1992 - vocal em "Angel Face" e "Another Murder Of A Day", no álbum Still de Tony Banks
- 1998 - vocal em algumas faixas do álbum Into the Electric Castle de Ayreon